# Screencast
Um screencast é uma gravação digital de saída de tela de computador, também conhecida como captura de tela de vídeo ou uma gravação de tela, geralmente contendo narração em áudio. O termo screencast compara com o termo relacionado screenshot; enquanto screenshot gera uma única imagem de uma tela de computador, um screencast é essencialmente um filme das alterações ao longo do tempo que um usuário vê na tela do computador, que pode ser aprimorado com narração em áudio e legendas.
Os screencasts são úteis para demonstrar características de softwares. Usuários podem relatar erros e colaboradores mostrar a outros como uma tarefa é realizada em um ambiente específico. Considerando o custo elevado de um curso/treinamento presencial é provável que os screencasts se tornem populares. Por exemplo, organizadores de seminários sobre softwares podem gravar seminários completos e disponibiliza-los em DVDs a todos os participantes para futura referência e/ou vender estas gravações.
Na internet os screencasts são largamente utilizados em forma de vídeo-tutoriais ou vídeo-aulas, para ensinar iniciantes ou até usuários mais experientes o funcionamento de um determinado software.

## Origem do termo
Em 2004, o colunista Jon Udell convidou os leitores de seu blog para propor nomes para o gênero emergente. Udell selecionou o termo "screencast", que foi proposto por Joseph McDonald e Deeje Cooley.
Os termos "screencast" e " Screencam " são freqüentemente usados de forma intercambiável, devido à influência do mercado da ScreenCam como um produto screencasting do início dos anos 90. ScreenCam, no entanto, é uma marca registrada federal nos Estados Unidos, enquanto screencast não é marca registrada e tem uso estabelecido em publicações como parte do vernáculo da Internet e da computação.

## Usos
Screencasts podem ajudar a demonstrar e ensinar o uso de recursos de software. Criar um screencast ajuda os desenvolvedores de software a mostrar seu trabalho. Os educadores também podem usar screencasts como outro meio de integrar a tecnologia no currículo. Os alunos podem gravar vídeo e áudio enquanto demonstram o procedimento adequado para resolver um problema em uma lousa interativa.
Os screencasts também são ferramentas úteis para usuários comuns de software: eles ajudam a arquivar bugs de relatórios nos quais os screencasts tomam o lugar de explicações escritas potencialmente pouco claras; eles ajudam a mostrar aos outros como uma determinada tarefa é realizada em um ambiente de software específico.
Os organizadores de seminários podem optar por gravar rotineiramente seminários completos e disponibilizá-los a todos os participantes para referência futura e/ou vender essas gravações para pessoas que não podem pagar a taxa do seminário ao vivo ou não têm tempo para comparecer. Isso gerará um fluxo de receita adicional para os organizadores e disponibilizará o conhecimento para um público mais amplo.
Esta estratégia de gravação de seminários já é amplamente utilizada em campos onde o uso de uma simples câmera de vídeo ou gravador de áudio é insuficiente para fazer uma gravação útil de um seminário. Os seminários relacionados a computadores precisam de gravações de alta qualidade e de fácil leitura do conteúdo da tela, o que geralmente não é alcançado por uma câmera de vídeo que registra a área de trabalho.
Nas salas de aula, professores e alunos podem usar essa ferramenta para criar vídeos para explicar conteúdo, vocabulário, etc. Os vídeos podem tornar o tempo de aula mais produtivo para professores e alunos. Os screencasts podem aumentar o engajamento e a conquista do aluno, além de proporcionar mais tempo em que os alunos podem trabalhar em grupos de forma colaborativa, de modo que os screencasts os ajudam a pensar por meio do aprendizado cooperativo.
Além disso, os screencasts permitem que os alunos se movam em seu próprio ritmo, pois podem pausar ou revisar o conteúdo a qualquer momento e em qualquer lugar. Os screencasts são excelentes para os alunos que precisam apenas de uma explicação oral e visual do conteúdo apresentado.
A maioria das versões de avaliação de um programa de screencasting geralmente aplica uma marca d'água automaticamente, incentivando os usuários a comprar a versão completa para removê-la.

## Hardware
Uma solução alternativa para capturar um screencast é o uso de uma placa de captura de quadros RGB ou DVI. Essa abordagem coloca a carga do processo de gravação e compactação em uma máquina separada daquela que gera o material visual que está sendo capturado.

## Na cultura popular
Os filmes "Unfriended", "Unfriended: Dark Web" e "Searching" contêm screencasts que foram simulados para os propósitos do filme.